# Bolmån
Bolmån ou Bolm é um pequeno rio da província histórica da Esmolândia, na Suécia. Nasce no lago Bolmen, o maior da província, situado a oeste da cidade de Ljungby, atravessa os lagos Kösen e Exen e deságua no rio Lagan. Tem extensão de 150 quilômetros  e sua nascente tem 141,6 metros de altura.